# Bornholmeruret
Bornholmeruret er en dansk stum komediefilm fra 1912 produceret af Nordisk Films Kompagni og instrueret af Eduard Schnedler-Sørensen efter manuskript af Arvid Ringheim.
Filmen havde dansk biografpremiere den 31. december 1912 i Kæmpe-Biografen, og blev i tysktalende lande distribueret som Die Dielenuhr, i engelsktalende lande som The Old Grandfather Clock og i fransktalende lande som La Vieille Horloge.

## Handling
På et karneval træffer grossererfruen Emmy en flot sagfører, som hun inviterer hjem, da grossereren tager på forretningsrejse. Grossereren kommer imidlertid for sent til sit tog, og vender uventet hjem. Emmy putter resolut sagføreren ind i familiens bornholmerur, hvor han må stå til næste dag, hvor grossereren tager af sted igen. Men da sagføreren kommer ud igen, opfører han sig som var han et ur. Han indlægges på nerveklinik, hvor han går rundt og tror, at han er et ur.

## Medvirkende
- Carl Alstrup, grossereren
- Else Frölich
- Christian Schrøder